# Neotrichoporoides diopsisi
Neotrichoporoides diopsisi är en stekelart som först beskrevs av Jean Risbec 1956.  Neotrichoporoides diopsisi ingår i släktet Neotrichoporoides och familjen finglanssteklar. Inga underarter finns listade i Catalogue of Life.